# Ary dos Santos
José Carlos Ary dos Santos (Lisboa, 7 de diciembre de 1937 — 18 de enero de 1984) fue un poeta y lector de poesía portugués.

## Biografía
Oriundo de una familia de la alta burguesía, José Carlos Ary dos Santos, conocido en su medio social y en el literario por Ary dos Santos, ve publicados a los 14 años, a través de conexiones familiares, algunos de sus poemas, considerados malos por el autor. Ary dos Santos revelaría su calidad poética en 1954, con dieciséis años de edad, cuando sus poemas fueron seleccionados para la antología del Premio Almeida Garrett.
Dos Santos abandona la casa familiar, ejerciendo las más variadas profesiones para su mantenimiento económico, desde la venta de máquinas para pastillas, hasta la publicidad. Pero, paralelamente, el poeta no cesó jamás de escribir y en 1963 se daría su estreno definitivo con la publicación del libro de poemas A liturgia do sangue («La liturgia de la sangre», 1963).
En 1969 comenzó su actividad política, al afiliarse en el Partido Comunista Portugués, participando de forma activa en las sesiones de poesía del entonces llamado «canto libre perseguido».
Sin embargo, concursó, bajo pseudónimo, como exigía la normativa, al Festival RTP da Canção con los poemas Desfolhada Portuguesa (1969), interpretada por Simone de Oliveira, Menina do Alto da Serra (1971) por Tonicha, Tourada (1973) por Fernando Tordo, y Portugal no Coração (1977), interpretada por el grupo Os Amigos, obteniendo los primeros premios. Es de hecho a través de este campo –el de la música– el que le permite hacerse conocer entre el gran público. Autor de más de seiscientos poemas para canciones, Ary dos Santos hizo muchos amigos en el mundo de la música. Grabó, él mismo, textos y poemas suyos y de otros autores, solo y con otros muchos cantantes e intérpretes, además de un doble álbum conteniendo O sermão de santo António aos peixes («El sermón de san Antonio a los peces») del padre António Vieira.
A su muerte tenía en preparación un libro de poemas titulado As palavras das cantigas («Las palabras de las cantigas»), en el que quería reunir los mejores poemas de los últimos quince años (publicado póstumamente), y otro titulado Estrada da luz - Rua da saudade («Carretera de la luz - Calle de la soledad»), que pretendía ser una autobiografía novelesca.
El poeta murió el 18 de enero de 1984. Su nombre fue dado a una plaza del barrio de Alfama, descubriéndose una placa evocativa en su casa de la calle de la Saudade, donde vivió prácticamente toda su vida.
Aún en 1984, fue lanzada la obra VIII Sonetos de Ary dos Santos, con un estudio sobre el autor de Manuel Gusmão y diseño gráfico de Rogério Ribeiro, en sesión en la Sociedad Portuguesa de Autores, de la cual el autor era miembro. En 1988, Fernando Tordo editó el disco O Menino Ary dos Santos («El Niño Ary dos Santos») con los poemas escritos por Ary dos Santos en su infancia.